# Lanyard

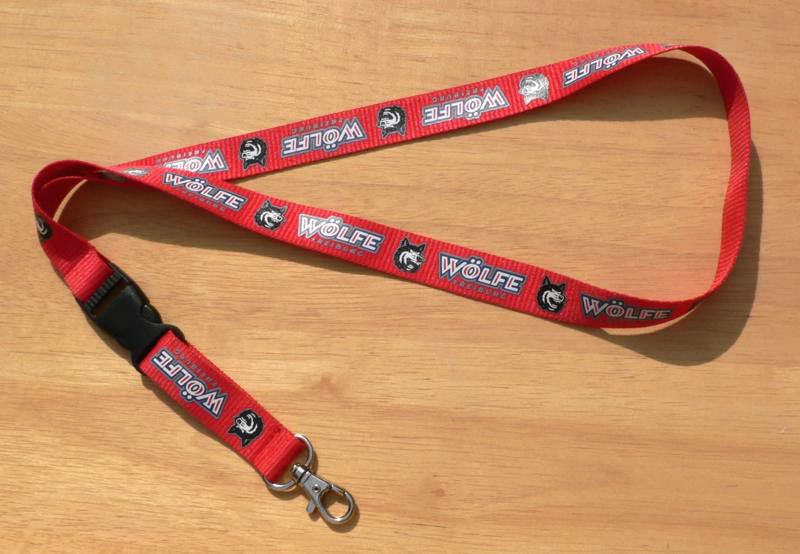
Lanyard propagující německý hokejový tým

Lanyard (místně nazývaný také šňůra na krk, řemen na krk, machršňůra, voprať či klíčenka) je popruh, který se nosí kolem krku. Může být vyroben z textilu nebo z PVC. Plocha popruhu je často využita pro reklamu. Lanyard může být vybaven trojzubcem, což je rozepínatelný spojovací prvek, který odděluje kratší přívěsek s karabinou od hlavní části. Přívěsek bývá zakončen kovovou karabinou, na kterou lze zavěsit například klíče nebo brýle.